# Zoo Atlanta
Zoo Atlanta is een dierentuin in Atlanta in de Amerikaanse staat Georgia. Er verblijven zo'n 1.500 dieren van meer dan 220 verschillende diersoorten. De dierentuin heeft de grootste Amerikaanse collectie gorilla's en orang-oetans. Zoo Atlanta is een van de weinige dierentuinen in de wereld met reuzenpanda's. Yang Yang en Lun Lun verblijven in de zoo sinds 1999.
De dierentuin werd in 1889 opgericht met als eerste collectie de dieren opgekocht van een failliet circus. De stad Atlanta is de formele eigenaar van de 16 ha waarop de dierentuin gebouwd is, alsook van de dieren en de uitrusting van de zoo. Zoo Atlanta is een geaccrediteerd lid van de Amerikaanse Association of Zoos and Aquariums.
Zoo Atlanta ligt in het stadspark Grant Park.